# Colomba Gabriel
Colomba Matylda Gabriel, O.S.B. (3. května 1858 Stanislav – 24. září 1926 Řím) byla polská římskokatolická řeholnice, zakladatelka a členka kongregace Benediktinských sester lásky. Katolická církev ji uctívá jako blahoslavenou.

## Život

### Raný život
Narodila se 3. května 1858 ve východním pohraničí ve Stanislavi jako dcera Rudolfa a Agnieszky. Pokřtěna byla jako Janina Matylda. Když jí bylo 8 let, její rodina se přestěhovala do Lvova. O dva roky později začala navštěvovat státní školu císařovny Alžběty, ale po roce byla přeřazena na školu, vedenou benediktinkami. Prostředí klášterních škol ji inspirovalo pro zasvěcený život.

### Řeholní povolání a funkce abatyše
V červenci 1873 se rozhodla vstoupit do kláštera benediktinek latinského obřadu ve Lvově a svůj noviciát zde zahájila 25. července 1873. Dne 25. srpna 1874 slavnostně přijala řeholní hábit. Zvolila si řeholní jméno Columba. Vzhledem ke svému nízkému věku nemohla složit věčné sliby, pročež byla poslána pokračovat ve studiu na učitelský seminář, určený pro přípravu budoucích učitelů, který ukončila v září roku 1876 diplomovou zkouškou. Poté v únoru 1879 úspěšně složila fakultní učitelskou zkoušku, která ji opravňovala učit na střední škole. Následující tři roky se připravovala na své doživotní řeholní sliby a zároveň působila jako učitelka na klášterní škole. Dne 6. srpna 1882 složila své doživotní řeholní sliby.
V lednu 1888 ji kapitula kláštera zvolila kantorkou, tedy opatrovnicí kůru, a abatyše kláštera jí svěřila i část majetkových záležitostí konventu. V prosinci roku 1889 si ji abatyše pro její schopnosti vybrala pro funkci převorky, tedy své zástupkyně. Dne 31. ledna 1890 předsedala prvnímu zasedání klášterní kapituly. Funkci převorky zastávala až do smrti abatyše dne 19. prosince 1896. O dva dny později se jako nejstarší v hierarchii ujala vedení lvovského kláštera. Dne 24. ledna 1897 pak byla na klášterní kapitule zvolena jeho novou abatyší. V této pozici se projevila jako velmi energická, zavedla velké oživení a nová pravidla fungování klášterní komunity (včetně redukce úřadů v klášteře a kumulace povinností). Sama bydlela v skromné cele a prostornější pokoj abatyše uvolnila pro potřeby školní třídy.
Brzy, v červenci 1899, iniciovala stavbu nového prázdninového sídla pro benediktinky v Lesienicích u Lvova. Veškeré tesařské práce v domě svěřila Pawlu Podruckimu, bývalému žákovi klášterní školy, který se později ukázal jako podvodník, kdy zpronevěřil velkou sumu peněz a zároveň proti ní vznesl nepodložená obvinění mravního charakteru. Při soudním a kuriálním vyšetřování bylo stanoveno, že s penězi nezákonně nakládala a duchovní autority jí nařídily opustit město.

### Odchod do Itálie a založení kongregace
Dne 21. dubna 1900 odcestovala ze Lvova do Itálie, kde poté pobývala v Římě u Sester Svaté rodiny z Nazareta a setkala se zde s jejich zakladatelkou, bl. Franciszkou Siedliskou. Poslala dopisy nově zvolenému lvovskému arcibiskupovi, sv. Józef u Bilczewskému se žádostí o povolení návratu do kláštera ve Lvově, která byla nakonec zamítnuta.
Vzhledem k této skutečnosti byla přijata do benediktinského kláštera v Subiacu, k čemuž dala souhlas Kongregace pro biskupy a řeholníky, která její kauzu projednávala, dne 3. června 1902. Kvůli předchozím těžkostem a obtížím s komunikací s italskými sestrami v klášteře, kvůli své neznalosti jazyka, upadla do deprese. Poté, co v klášteře zůstala rok, se rozhodla požádat o exklaustraci, čili o povolení dočasně opustit stanovený klášter s klauzurou.
Rozhodnutím římské kurie z 21. června 1903 jí bylo uděleno povolení opustit klášter na jeden rok. Ze Subiaca v létě roku 1903 odešla do Říma, kde pobývala u Milosrdných sester svatého Karla Boromejského, hned vedle baziliky sv. Petra. Na podzim roku 1903 obdržela sekularizační dekret. Od té doby až do jara 1905 zůstávala v samotě a věnovala se modlitbám a meditacím. Poté se v polovině roku 1905 v rámci Říma přestěhovala.
Pojala myšlenku založení nové ženské řeholní kongregace benediktinského charismatu, ve které by mohla naplnit své povolání. Pomoc při vyřizování formalit pak nabídl bl. Hyacinthe-Marie Cormier, nedávno jmenovaný generál dominikánů, se kterým se setkala v roce 1900 v Římě. Zároveň našla ve čtvrti Testaccio vhodné prostory pro zřízení sirotčince a 14. července 1907 podala papeži sv. Piovi X. žádost o finanční podporu tohoto díla, přičemž v následujícím roce obdržela jeho souhlas. V té době často pobývala v kostele Santa Maria della Pace na Piazza Navona, kde se setkala s farářem Vincenzem Ceresim, který jí navrhl, aby se starala o chudé dívky. Po několika měsících příprav byl 1. května 1908 v Římě otevřen domov pro dvacet dívek, který dostal jméno Casa-Famiglia economica. V důsledku nárůstu počtu strávníků byl 1. října 1908 díky četným dárcům ústav přestěhován do budovy poblíž Pantheonu. Na jaře roku 1910 jí pomáhaly dvě polské řeholní sestry a dvě italské postulantky. Opat-primas benediktinů Hildebrand de Hemptinne poté poslal žádost o povolení, aby postulantky mohly pod jejím vedením přijmout hábit a složit dočasné řeholní sliby, čímž byl položen základ pro novou kongregaci Benediktinských sester lásky, které dal 5. března 1926 diecézní souhlas kardinál Pietro Respighi. Jí založená kongregace se postupně rozrůstala o nové členky a brzy byl v Římě otevřen dům pro noviciát.
V každodenním životě se vyznačovala jednoduchostí, chudobou, obětavostí a nezištností. Po celou dobu svého působení v Římě nosila pouze jeden hábit a jedny boty. Na sklonku života se věnovala vypracování konstituce nové kongregace, která byla oficiální schválena 5. března 1926. Pokusila se také svoji kongregaci rozšířit do Polska, ale neúspěšně. Podařilo se jí však zřídit nové řeholní domy v Sardinii a nový mateřský dům v Centocelle na předměstí Říma.

### Smrt a pohřeb
Zde také zemřela dne 24. září 1926. Nejprve byla pohřbena na hřbitově a roku 1958 byly její ostatky uloženy do hrobky řeholního domu. V listopadu roku 1983 pak bylo její tělo uloženo v mateřském domě jí založené kongregace v Centocelle v Římě.

## Úcta
Její beatifikační proces započal dne 16. června 1983, čímž obdržela titul služebnice Boží. Dne 10. července 1990 ji papež sv. Jan Pavel II. podepsáním dekretu o jejích hrdinských ctnostech prohlásil za ctihodnou. Dne 21. prosince 1992 byl uznán zázrak na její přímluvu, potřebný pro její blahořečení.
Blahořečena pak byla dne 16. května 1993 na Svatopetrském náměstí papežem sv. Janem Pavlem II.
Její památka je připomínána 24. září. Bývá zobrazována v řeholním oděvu. Je patronkou jí založené kongregace.